# Tibni
Tibni war ein König Israels, der eine unbekannte Zeit lang neben Omri regierte.

## Etymologie
Die Bedeutung des hebräischen Personennamens תִּבְנִי tivnî ist ungeklärt. Hans Rechenmacher leitet den Namen von תֶּבֶן tævæn, deutsch ‚Stroh‘ ab und übersetzt „strohern“. Ebenso denkbar wäre ein Zusammenhang mit der Verbwurzel בנה bnh, deutsch ‚bauen‘ und dem Substantiv תַּבְנִית tavnît, deutsch ‚Abbild / Figur‘. Die Septuaginta gibt den Namen als Θαμνι Thamni wieder, die Vulgata als Thebni.

## Biblische Erzählung
Im Alten Testament wird Tibni nur im 1. Buch der Könige erwähnt (1 Kön 16,21–22 ). Demnach war er ein Sohn Ginats und Thronanwärter nach dem Tod des Königs Simri, während andere im Volk Omri unterstützten. Letzter hatte jedoch die größere Anhängerschaft und wurde nach Tibnis Tod König.